# Tm ligandy
Tm je zkrácené označení tridentátních aniontových ligandů obsahujících tři imidazol-2-thioketonové skupiny navázané na borohydridové centrum. Jedná se o jednu ze skupin škorpionátových ligandů. Tyto ligandy se dají rozdělit do několika skupin, rozlišených substituenty navázanými na imidazolové skupiny. Nejčastěji se objevuje TmMe, jenž má na dusík navázanou methylovou skupinu; připravit jej lze reakcí kapalného methimazolu (1-methylimidazol-2-thionu) s borohydridem sodným, kdy vzniká sodná sůl ligandu - jsou ale známy i lithné a draselné soli aniontu TmMe. Další alkylované a arylované sloučeniny tohoto typu se označují TmR podle odpovídajícího substituentu (R).

## Vlastnosti ligandů a srovnání s Tp−
Anion TmMe je tridentáním ligandem topologicky podobným odpovídajícímu Tp ligandu, Tm se ale od Tp− také v několika vlastnostech liší. TmMe obsahují tři atomy síry, sloužící jako „měkké“ donory, zatímco Tp− mají tři atomy dusíku. Thioamidový atom síry je silně zásaditý, podobně jako je tomu ve thiomočovinách. Anion TmR vytváří podobné prostředí jako tři faciální thiolátové ligandy, ale bez náboje na faciálním trithiolátu.
Osmičlenné SCNBNCSM chelátové kruhy v M(TmMe) jsou pružnější než šestičlenné CNBNCM kruhy u M(Tp). Tato vlastnost umožňuje tvorbu vazeb bor-kov po zániku vazby B-H. Touto přeměnou iontů TmMe vznikají dehydrogenované boranamidy, B(mt)3 (mt = methimazolát).

Příklady struktur (síra žlutě, bor tmavě modře)
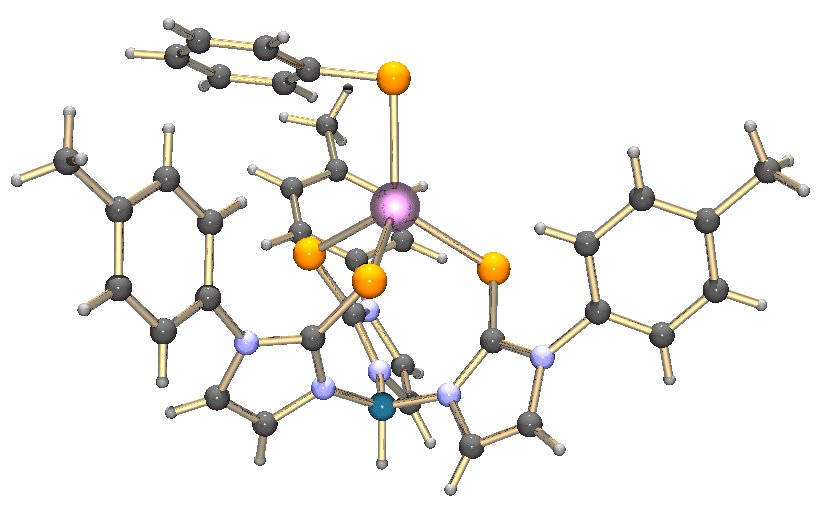
Struktura tetraedrického komplexu TmpTolZnSPh
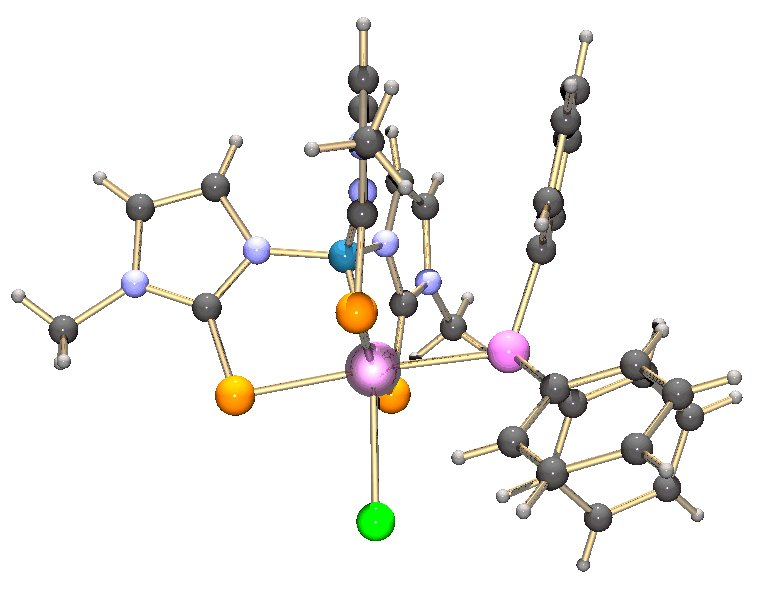
[RhTmH(Cl)(PPh3)3]